# Philipp Ludwig Adam

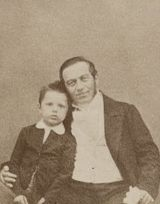
Philipp Ludwig Adam mit seinem Sohn, 1860 (wohl Kopie eines älteren Fotos)

Philipp Ludwig Adam (* 11. März 1813 in Ulm; † 23. März 1893 in München) war ein deutscher Unternehmer und Politiker. 

## Leben
Philipp Ludwig Adam besuchte die Realschule und das Gymnasium in Ulm. Er studierte von 1831 bis 1835 Philosophie und Rechtswissenschaften in Würzburg, Berlin, Heidelberg und Tübingen, wo er 1834 zum Dr. phil. promovierte. Anschließend arbeitete er als Rechtsanwalt. Ab 1841 war er als Besitzer der Stettin'schen Verlagsbuchhandlung in Ulm als Buchhändler und Verleger tätig. Er heiratete Emilie Philippine Ida Sick aus Speyer, die anlässlich ihrer Hochzeit 1844 in das Ulmische Bürgerrecht aufgenommen wurde. Der Archivar und Bibliothekar Albert Eugen Adam war ihr gemeinsamer Sohn.
Adam gründete und leitete die Donaudampfschiffahrtsgesellschaft in Ulm. Von 1849 bis 1875 war er zusammen mit dem Kaufmann Georg Friedrich Kiderlen persönlicher Gesellschafter des Spar- und Kreditvereins Ulm, was ihm den Titel eines Kommerzienrats einbrachte. Außerdem war Adam stark in das Ulmer Vereinsleben integriert, unter anderem in der Bürgergesellschaft, im Turnverein, im Verein für Kunst und Altertum sowie im Nationalverfassungsverein. In dieser Zeit war er unter anderem Vorstand im württembergischen Großdeutschen Verein, Mitglied der Bausektion des Ulmer Münsterbauvereins, Vorstand der Handels- und Gewerbekammer in Ulm, Vorsitzender des Ulmer Handelsvereins sowie in vielen weiteren Gremien vertreten.
Nach seinem Konkurs 1875 im Gefolge des Zusammenbruchs der Württembergischen Commissionsbank zog Adam 1876 nach München, wo er 1879 Inhaber eines Adressbuchverlags wurde.

## Politik
Von 1838 bis 1871 war Adam Mitglied des Bürgerausschusses bzw. des Gemeinderates von Ulm. 1841 beendete er sein Mandat aus Protest gegen die Wahl eines Stadtrats auf Lebenszeit vorübergehend, was ihm eine Geldstrafe einbrachte.
1848 wurde er Abgeordneter in der Zweiten Kammer des württembergischen Landtags, der er bis 1849 angehörte. Vom 30. April 1849 bis zum 30. Mai 1849 gehörte Adam für einen Monat als Nachfolger Conrad Haßlers der zerfallenden Frankfurter Nationalversammlung als fraktionsloser Abgeordneter für seinen heimatlichen Wahlkreis, den 2. Donaukreis, an.